# الحركة الشعبية العربية
الحركة الشعبية العربية هي حزب سياسي في مصر أنشأه أعضاء حركة تمرد. وأعلنت المفوضية العليا للانتخابات في 3 كانون الأول / ديسمبر 2014 أنها رفضت إنشاء الحزب وأحالت القضية إلى المحكمة الإدارية العليا للبت في وضعه. رفضت المحكمة الإدارية العليا استئناف الحزب في 28 يناير 2015. ترشح أعضاء تمرد كمستقلين في الانتخابات البرلمانية المصرية لعام 2015.